# Cryptoclothoda spinula
Cryptoclothoda spinula är en insektsart som beskrevs av Ross 1987. Cryptoclothoda spinula ingår i släktet Cryptoclothoda och familjen Clothodidae. Inga underarter finns listade i Catalogue of Life.